# معركة سوما
معركة سوما هي معركة ضمن معارك حرب الشتاء السوفيتية الفنلندية. درات على مرحلتين، الأولى من 16-22 ديسمبر 1939 وانتهت بانتصار فنلندي والثانية من 1-15 فبراير 1940 وانتهت بانتصار سوفيتي.